# Centre International de Recherches sur l’Anarchisme
Das Centre International de Recherches sur l’Anarchisme (CIRA) ist eine Bibliothek und Forschungsstelle zum Anarchismus.

## Geschichte
Das CIRA wurde durch den italienischen Anarchisten und Kriegsdienstverweigerer Pietro Ferrua 1957 in Genf gegründet und bis zu seiner Ausweisung aus der Schweiz betreut. Ab 1964 befand sich das Zentrum in Lausanne und wurde von Marie-Christine Mikhaïlo (1916–2004) und ihrer Tochter Marianne Enckell betreut. Zwischen 1975 und 1989 war das CIRA wieder in Genf beheimatet, bevor es wieder nach Lausanne zurückkehrte, wo es sich noch heute befindet. Vorträge und Ausstellungen gehören ebenfalls zu den Aktivitäten der CIRA. So war die Bibliothek vertreten bei der anarchistischen Buchmesse 2010 in Biel/Bienne. Seit 1959 erscheint das Bulletin du CIRA in französischer Sprache mit einer Liste von Neuzugängen und Quellentexten.

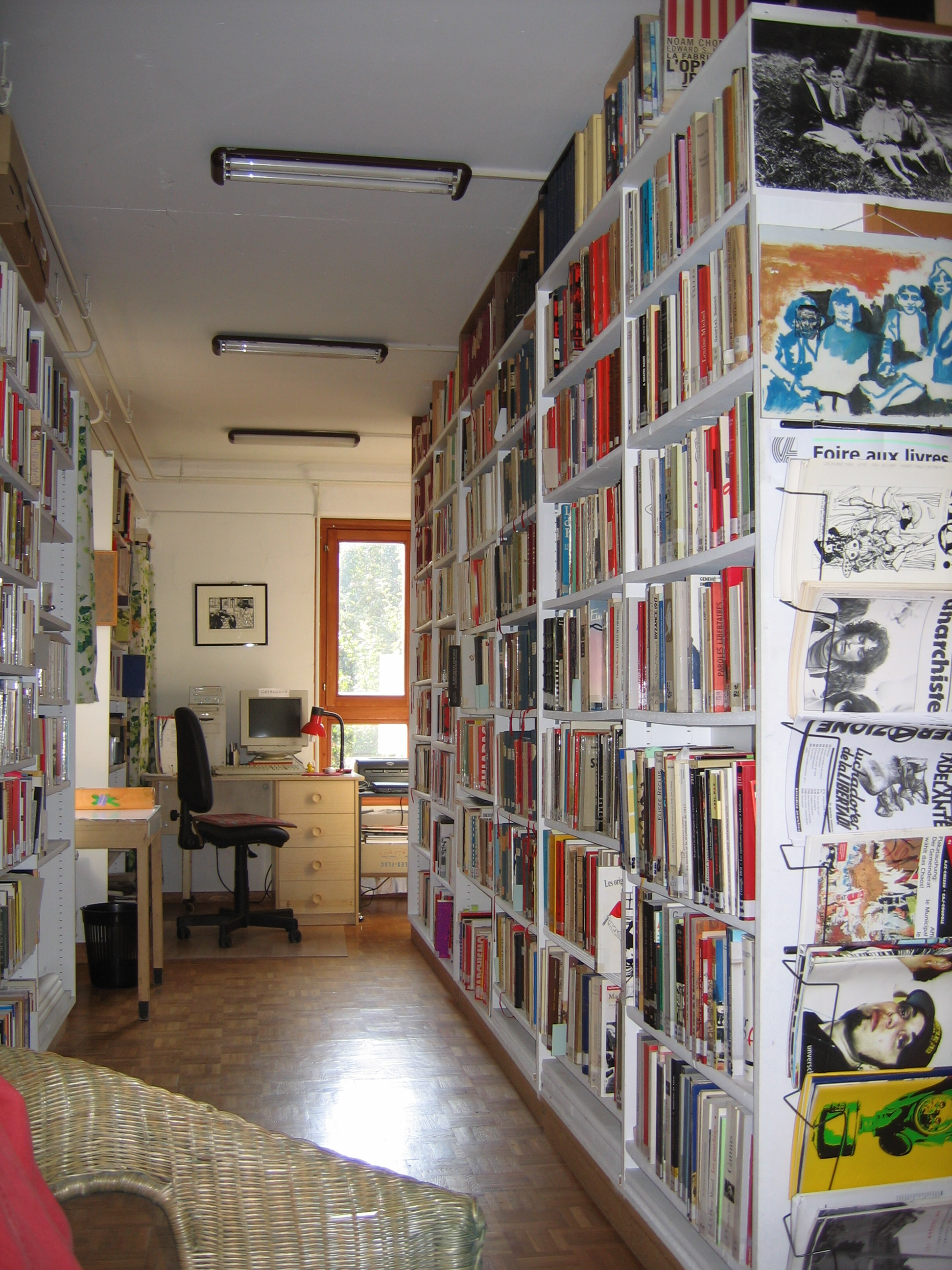
Innenansicht CIRA

## Bestände
Das CIRA hat es sich zur Aufgabe gemacht, alle Materialien, welche die Ideenwelt des Anarchismus behandeln oder aus der anarchistischen Bewegung stammen, zusammenzutragen und aufzubewahren. Bis 2011 hatten sich in mehr als 20 Sprachen etwa 18.000 Bücher und Broschüren, 4.000 Zeitschriftentitel (die älteste von 1848), von denen 200 aktuell noch erscheinen, sowie Audio- und Videoaufnahmen, einige Archiv-Bestände von Gruppen und Personen und eine ikonografische Sammlung (Plakate und Fotos) angesammelt. Der Katalog des Archives ist online abrufbar. Das CIRA hat keine Mittel, um neue Bücher anzuschaffen, sondern lebt allein von Spenden.

## Verwandte Institutionen
Neben dem CIRA in Lausanne gibt es auch in Marseille und Japan ähnliche Archive. Ähnliche Projekte sind die Archive von unten, die Bibliothek der Freien (Berlin) die Bibliothek von unten (Wien) und das Archiv für Alternativkultur (Berlin).
Wertvolle Bestände zum Anarchismus beherbergt in der Schweiz auch das Schweizerische Sozialarchiv in Zürich.